# 甯乘
甯乘（?—?），西汉齐国（今山东淄博市临淄区）人，中国西汉政治人物。
卫青为大将军攻打匈奴有功，汉武帝对他的赏赐非常多。元朔五年（前124年），卫青攻打匈奴回军，汉武帝赐给他千金。甯乘劝说卫青，建议以所得千金，献给汉武帝宠爱的王夫人，来取悦汉武帝。卫青听从他的计策，献出五百金给王夫人为礼物，汉武帝问卫青，卫青以实相对。卫青因此更为汉武帝所推重。甯乘被任命为东海郡都尉。